# Lorneville (Nouvelle-Zélande)
Lorneville  est une petite localité située dans la banlieue nord de la ville d’Invercargill, dans la région du Southland au sud de l’Île du Sud de la Nouvelle-Zélande.

## Situation
Le village est localisé sur le trajet de la route Highway 6, à la jonction avec la route Highway 98 (en) et la route Highway 99 (en), et qui est aussi sur la route nommée familièrement  route touristique du Sud de la Nouvelle-Zélande (en).

## Nom
Initialement appelé Wallacetown Junction d’après la petite installation de  Wallacetown, qui s’étend immédiatement à l’ouest.

## Activité économique
La principale industrie de la région a longtemps été associée avec la gestion des stocks des fermes , à la fois de ‘Lorneville’ et de al ville de Makarewa, toute proche, qui sont connus par la plupart des Néo-Zélandais comme le site des abattoirs, qui sont la possession de la société Alliance Group.